# Андрей Киска
Андрей Киска (на словашки: Andrej Kiska) е словашки политик и четвъртият президент на Словашката република. Печели президентските избори на втори тур срещу действащия премиер Роберт Фицо и встъпва в длъжност на 15 юни 2014.

## Биография
Роден на 2 февруари 1963 в гр. Попрад в учителско семейство. Завършва микроелектроника в Словашкия технически университет в Братислава и започва работа като проектант в компанията Нафтопроект в Попрад. През 1990 г. заминава за САЩ, където работи в строителството и на бензиностанция. След година и половина се завръща обратно в Словакия и започва предприемаческа дейност, свързана предимно с продажба на битова техника на изплащане. През 2006 г. основава НПО с благотворителна цел „Добрият ангел“, която подпомага деца в неравностойно положение.

## Кандидатура за президент 2014
Андрей Киска обявява първи кандидатурата си за президентските избори още през октомври 2012. На първия тур, проведен на 15 март 2014 и в който излизат общо 14 кандидати, печели втора позиция с 24% от гласовете. Водач от първия тур е Роберт Фицо с 28%. Двамата отиват на втори тур, проведен на 29 март, когато Андрей Киска печели изборите с 59,4% от гласовете.

## Дейност като президент на Словакия
Официалното встъпване в длъжност е на 15 юни 2014 и мандатът свършва на 15 юни 2019 година.

## Публикации
- Пътят на мениджъра от ада (Cesta manažéra z pekla), 2011
- Вземи живота в ръцете си (Vezmi život do svojich rúk), 2013

## Личен живот
Женен с 5 деца – трима сина и две дъщери.